# Волноплодник разнолистный
Волноплодник разнолистный, или Волноплодник Попова (лат. Cymatocarpus heterophyllus) — вид однолетних травянистых растений семейства Капустные (Brassicaceae).
Стебель прямостоячий, извилистый и ветвистый, высотой 10—30 см, снизу опушенный, вверху голый. Нижние листья черешковые, продолговатой формы, двояко-перисто-рассечённые на линейные дольки, верхние листья цельные, линейно-продолговатой формы, могут быть изогнутыми или прямыми.
Чашелистики продолговатые, тупые, 2 мм длиной. Лепестки жёлтые, длиной 3,5—4 мм, быстро сужающиеся в ноготок, более короткий, чем овальная, тупая пластинка. Нити тычинок шиловидные. Стручки голые, косо кверху стоящие, линейные и сплюснутые, 10—25 мм длиной, не более чем 1 мм шириной.
Селится в глинисто-галечных степях на соленосных почвах, проникает в песчаниковые горы.
Эндемик Средней Азии. Произрастает в пустыне Кызылкум на берегах Амударьи. Встречается в окрестностях Бухары и Байсунском рнайоне Узбекистана.